# Siegen (Baix Rin)
Siegen (en alsacià Sije) és un municipi francès, situat a la regió del Gran Est, al departament del Baix Rin. L'any 2004 tenia 519 habitants.
Forma part del cantó de Wissembourg, del districte de Haguenau-Wissembourg i de la Comunitat de comunes de la Plana del Rin

## Demografia
| 1962 | 1968 | 1975 | 1982 | 1990 | 1999 |
| ---- | ---- | ---- | ---- | ---- | ---- |
| 444  | 446  | 427  | 414  | 427  | 497  |

## Administració
| Període   | Identitat       | Partit |
| --------- | --------------- | ------ |
| 2001-2008 | Jean-Marc Bunn  |        |
| 2008-     | Richard Schalck |        |